# Yoo Yong-Sung
Yoo Yong-Sung (en coreano: 유용성; Dangjin, 25 de octubre de 1974) es un deportista surcoreano que compitió en bádminton, en la modalidad de dobles.
Participó en tres Juegos Olímpicos de Verano entre los años 1996 y 2004, obteniendo dos medallas, plata en Sídney 2000 y plata en Atenas 2004. Ganó tres medallas en el Campeonato Mundial de Bádminton entre los años 1995 y 1999.

## Palmarés internacional
| Juegos Olímpicos   | Juegos Olímpicos       | Juegos Olímpicos  | Juegos Olímpicos |
| Año                | Lugar                  | Medalla           | Prueba           |
| ------------------ | ---------------------- | ----------------- | ---------------- |
| 2000               | Sídney (Australia)     | Medalla de plata  | Dobles           |
| 2004               | Atenas (Grecia)        | Medalla de plata  | Dobles           |
| Campeonato Mundial |                        |                   |                  |
| Año                | Lugar                  | Medalla           | Prueba           |
| 1995               | Lausana (Suiza)        | Medalla de bronce | Dobles           |
| 1997               | Glasgow (Reino Unido)  | Medalla de bronce | Dobles           |
| 1999               | Copenhague (Dinamarca) | Medalla de plata  | Dobles           |